# 頼文光
頼 文光（らい ぶんこう、Lài Wénguāng、1827年 - 1868年）は、太平天国の指導者の一人。兄は頼文鴻。1864年、天京が陥落した後、太平天国軍と捻軍を合流させて、その首領の一人となった。遵王に封ぜられた。
広東省嘉応州出身。1851年の金田蜂起に参加、1852年に文官に任じられたが、1856年に武官に転じた。1860年、第二次江北大営攻略・第二次江南大営攻略に参加し、翌年に英王陳玉成の湖北省黄州への遠征に従い、遵王に封ぜられた。安慶陥落後は廬州に退いた。
1862年、頼文光と扶王陳得才は河南省と陝西省への征西を開始し、1863年に漢中を占拠した。1864年、天京を救援するため陳得才とともに湖北省・安徽省の境界地帯に至った。天京では食糧が不足していたため、秋の収穫を待って進軍する予定であったが、7月に天京は陥落してしまう。11月に陳得才は霍山で敗北して自殺し、軍は瓦解してしまった。頼文光と捻軍の領袖の張宗禹は、太平天国軍と捻軍を合同させることを決定し、張宗禹らとともに捻軍の新しい指導者に選ばれた。
1865年、山東省の高楼寨の戦いで清の精鋭であるセンゲリンチン（僧格林沁）軍を破った。1866年10月、頼文光と張宗禹は捻軍を東西に分ける作戦をとった。1867年1月、東捻軍は湖北で湘軍の郭松林軍を撃破し、ついで淮軍の張樹珊を破った。続く尹隆河の戦いでは最初は優勢であったが後半に敗れた。3月に湘軍の彭毓橘を撃破した。その後河南省を経て山東省に入ったが、清軍の包囲にあい12月に全滅した。頼文光は数千人を率いて脱出したが、1868年、揚州で捕えられ処刑された。